# 建国乡 (木兰县)
建国乡是中国黑龙江省哈尔滨市木兰县下辖的一个乡，位于木兰县中北部。